# Sclerurus albigularis
Sclerurus albigularis е вид птица от семейство Furnariidae. Видът е почти застрашен от изчезване.

## Разпространение
Видът е разпространен в Боливия, Бразилия, Венецуела, Еквадор, Колумбия, Коста Рика, Панама, Перу и Тринидад и Тобаго.